# Chicago Tigers
Die Chicago Tigers waren eine amerikanische American-Football-Mannschaft aus Chicago (Illinois). Das Team spielte eine Saison in der American Professional Football Association (APFA, seit 1922 unter dem Namen National Football League (NFL) firmierend). Sie waren das erste NFL-Team, das den Spielbetrieb einstellte. Ihre Heimspiele trugen sie im Cubs Park aus.

## Geschichte
Der Organisator der Hammond Pros, Paul Parduhn, hatte etlichen seiner Spieler ungedeckte Gehaltschecks ausgestellt und wurde deshalb im Dezember 1919 zu einer Gefängnisstrafe verurteilt. Daraufhin verließen die meisten Spieler das Team. Der Quarterback Milt Ghee, der Center Paul des Jardien und der Fullback Guil Falcon organisierten daraufhin unter dem Namen Chicago Tigers ein eigenes Team. Da sie im Stadion der Baseball-Mannschaft der Chicago Cubs spielten, unterstützte deren Ticketmanager Rube Cook das Team bei organisatorischen Fragen.
Bei den Treffen zur Organisation der APFA im August und September 1920 war kein Vertreter der Tigers anwesend. Jedoch spielte die Mannschaft ihr erstes Spiel gegen das APFA-Gründungsmitglied Chicago Cardinals. Und bis auf das letzte Spiel, wurde alle Spiele gegen Mitglieder der Liga durchgeführt.
Trotz einiger Starspieler im Team gelang es nicht, eine positive Bilanz zu erreichen. So wurden von acht Spielen, fünf verloren, eines Unentschieden gespielt und nur zwei gewonnen.
Dem Team gelang es nicht, für die folgende Saison 1921 die Finanzierung sicherzustellen und trat deshalb nicht mehr an.

## Winner-take-all-Mythos
In der APFA gab es in diesem Jahr zwei Teams aus Chicago, neben den Tigers die Chicago Cardinals. Eine Legende besagt, dass die Mannschaften der Meinung gewesen wären, dass die Stadt nicht groß genug wäre, damit sie zwei Mannschaften besitzen könne, da sie sich die Fans teilen müssten und damit auch die Einnahmen. Deswegen hätten die Verantwortlichen ausgemacht, dass der Verlierer des Spieles am 7. November 1920 den Betrieb einstellen müsse. Dieses Spiel verloren die Tigers, welche auch nach der Saison den Spielbetrieb einstellten. 
Diese Legende gilt als unwahr. Insbesondere ist zu berücksichtigen, dass nach dem Spiel die Tigers zwei weitere Spiele in Chicago austrugen und der Eigentümer der Cardinals, Chris O’Brien, 1921 nichts gegen den Umzug der Decatur Staleys nach Chicago hatte.

## Uniform
Die Chicago Tigers spielten mit hellbrau-orangen Jerseys mit weißen Nummern.

## Saison 1920
Quelle:
| Spieltag | Datum         | Gegner                   | Spielort      | Ergebnis | Bilanz (SNU) |
| -------- | ------------- | ------------------------ | ------------- | -------- | ------------ |
| 3        | 10. Okt. 1920 | Chicago Cardinals        | Cubs Park     | 0:0      | 0–0–1        |
| 4        | 17. Okt. 1920 | Detroit Heralds          | Cubs Park     | 12:0     | 1–0–1        |
| 5        | 24. Okt. 1920 | Decatur Staleys          | Cubs Park     | 0:10     | 1–1–1        |
| 6        | 31. Okt. 1920 | Rock Island Independents | Douglas Park  | 7:20     | 1–2–1        |
| 7        | 7. Nov. 1920  | Chicago Cardinals        | Cubs Park     | 3:6      | 1–3–1        |
| 8        | 14. Nov. 1920 | Canton Bulldogs          | Lakeside Park | 0:21     | 1–4–1        |
| 9        | 25. Nov. 1920 | Decatur Staleys          | Cubs Park     | 0:6      | 1–5–1        |
| 10       | 28. Nov. 1920 | Thorn Tornados           | Cubs Park     | 27:0     | 2–5–1        |

Quelle:
| Saison | Siege | Niederlagen | Unentschieden | Punkte erzielt | Punkte zugelassen | Platzierung  | Head Coach  |
| ------ | ----- | ----------- | ------------- | -------------- | ----------------- | ------------ | ----------- |
| 1920   | 2     | 5           | 1             | 49             | 63                | 11. (von 14) | Guil Falcon |